# Desglobalização
Desglobalização é o processo de diminuir a interdependência e a integração entre certas unidades ao redor do mundo, tipicamente Estados-nação. É amplamente utilizado para descrever os períodos da história em que o comércio econômico e o investimento entre países declinaram. Trata-se de um contraste com a globalização, em que as unidades se tornam cada vez mais integradas ao longo do tempo.
O termo "desglobalização" derivou de algumas das mudanças muito profundas em muitos países desenvolvidos, onde o comércio como proporção da atividade econômica total caiu entre 1914 e 1970. Este declínio refere que suas economias tornam-se menos integradas com as economias restantes do mundo apesar do aprofundamento da globalização econômica.
Enquanto com a globalização pode se referir a dimensões econômicas, comerciais, sociais, tecnológicas, culturais e políticas, grande parte do trabalho que tem sido conduzido no estudo da desglobalização se refere ao campo da economia internacional.
Os períodos de desglobalização são vistos como comparadores interessantes para outros períodos, como 1850-1914 e 1950-2007, nos quais a globalização foi a norma, uma vez que a globalização é a norma para a maioria das pessoas e, portanto, frequentemente se veem períodos de interação internacional estagnada como períodos de desglobalização. O índice de globalização do KOF Swiss Economic Institute mostra uma ruptura clara para a globalização com a Grande Recessão de 2009: "A explosão da bolha ponto com e os eventos de 11 de setembro de 2001 simplesmente retardaram o ritmo da globalização, mas a última crise econômica e financeira criou um severo retrocesso para o processo de globalização".
Em 2010, a paralisação no processo de globalização prosseguiu basicamente, mas com padrões regionais diferentes: "O maior movimento ascendente como uma região ocorreu na Ásia Meridional. A América Latina e a África Subsaariana registraram uma diminuição muito pequena na sua média regional: os países de rendimento elevado e, em particular, os países da OCDE, continuam a sua tendência de estagnação que começou mesmo antes da crise atual".